# Праисторијски тумулус и некропола са стећцима Гребнице (Билећа)
Праисторијски тумулус и некропола са стећцима Гребнице – Бунчићи представљају национални споменик Босне и Херцеговине. Локалитет се се налази у селу Радмиловића Дубрава у општини Билећа. Национални споменик чине праисторијски тумулус, гробови и некропола са стећцима Гребнице – Бунчићи у селу Радмиловића Дубрава са 291 стећком.

## Опис добра
Локалитет Гребнице – Бунчићи налази се у селу Радмиловића Дубрава и од Билеће  је удаљен 4 километра ваздушне линије у правцу сјевероистока.
На праисторијском тумулусу и западно од њега у шуми налази се некропола са 291 стећком коју чине: 218 плоча, 64 сандука, 1 сљемењак, 1, стуб, 1 крстача, 1 нишан и 5 утонулих стећака. Споменици су исклесани. Оријентација је заступљена у оба правца запад–исток и сјевер–југ. Украси се налазе на 33 стећка (5 плоча, 26 сандука, 1 крстачи, 1 сљемењак). Заступљени украсни мотиви су: аркаде, повијена лозица са тролистовима, крстови, низови розета у кружним вијенцима, мреже ромбова, тордирани вијенци, кружни вијенац са руком.
Праисторијска гробна гомила (тумулус) налази се на земљишној парцели иза које је у правцу југоистока подигнут камени зид којим су ограђене сусједне обрадиве парцеле. На централном простору и око гомиле су распоређени стећци. Добро заузима простор са промјером од 10,05 метара, висока је око 1,5 метара, обим гомиле је 31,52 метра и површина 85,56 метара. У дијеловима који су нижи и ближи земљи гомила је обрасла растињем и дрвећем.

## Степен заштите
Праисторијски тумулус и некропола са стећцима Гребнице је проглашен националним спомеником 2010. године од стране Комисије за очување националних споменика Босне и Херцеговине.